# LASERS

Lasers es una banda de música electrónica - grupo musical de Barcelona formado a finales de 2009 por Carlos del Valle, Alex Farré y Angel Ortiz. Poco después, se unió a la banda Iván Lorenzo. 
En el 2010, ganan el concurso Levi´s Unfamous Music Awards. Ese mismo año editan su primera referencia, un EP de 5 canciones bajo la discográfica Hubble Sound con el título "Lasers".
Poco a poco se van definiendo como una formación electrónica con batería, sintetizadores, bajo y samplers, pasando de un sonido (shoegazing) a un sonido más cercano al (Nu-disco) y al (house).
En 2011 fichan por el sello Irregular Label. Publican Juno, y ese mismo año es nominado en los premios UFI (Unión Fonográfica Independiente) al mejor disco de música electrónica. 
En 2013, editan en Irregular Label su tercer álbum, "Exchange levels" y remezclan a al grupo Desert.
En 2018, editan en el sello Beautiful Accident de Fernando Lagreca el E.P "Possible start conditions"
En 2023, editan en el sello Beautiful Accident de Fernando Lagreca el L.P "Raw Files"

## Miembros
- Carlos del Valle - Sintetizadores, guitarra y voz
- Iván Lorenzo - Sintetizadores, teclados y bajo
- Alex Farré  - Batería

## Discografía

### Álbumes
| Fecha de lanzamiento | Título          | Discográfica       |
| -------------------- | --------------- | ------------------ |
| 2010                 | Lasers          | Hubble Sound       |
| 2011                 | Juno            | Irregular Label    |
| 2013                 | Exchange Levels | Irregular Label    |
| 2023                 | Raw Files       | Beautiful Accident |

### EP´s
| Fecha de lanzamiento | Título                    | Discográfica       |
| -------------------- | ------------------------- | ------------------ |
| 2009                 | Planetary Machines        | Hubble Sound       |
| 2012                 | Solar systen remixes      | Irregular Label    |
| 2018                 | Possible start conditions | Beautiful Accident |

### Remixes
- This Is The Last Time I Shake Your Hand - The Suicide of Western Culture, Remixes (2012)
- Desert  - Desert remixed (Lasers Remix)